# Русская молва
«Ру́сская молва́» — российская ежедневная газета, орган прогрессистов и правых кадетов.
Выпускалась в Санкт-Петербурге с 9 декабря 1912 года по 20 августа 1913 года. Всего вышло 247 номеров газеты. Издатель — Д. Д. Протопопов. Редакторы: Л. А. Велихов, С. А. Адрианов, А. А. Стахович, Л. И. Лушинков. В политическом плане газета занимала промежуточную позицию между октябристами и кадетами.
К участию в газете были привлечены видные представители русской литературы — А. А. Блок, И. А. Бунин, Саша Чёрный и другие.